# Christoffer Wilhelm Eckersberg

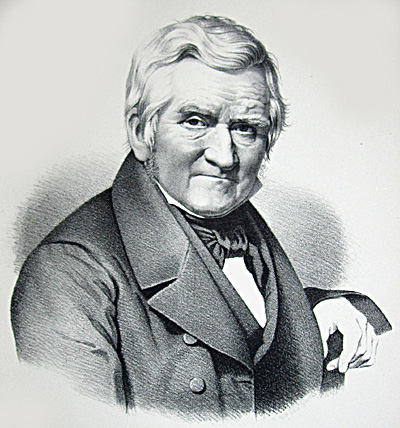

Christoffer Wilhelm Eckersberg (ur. 2 stycznia 1783 w Blaukrug (Księstwo Szlezwiku), zm. 22 lipca 1853 w Kopenhadze) – był jednym z najważniejszych duńskich malarzy XIX wieku.
Początkowo kształcony był przez ówczesnych mistrzów malarstwa Jes Jessena w Aabenraa i Johanna Jacoba Jessena we Flensburgu. W 1800 roku otrzymał świadectwo czeladnicze, a w 1803 został przyjęty na Królewską Duńską Akademię Sztuk w Kopenhadze. W latach 1811–1812 był uczniem Jacques’a-Louisa Davida w Paryżu. Od 1818 roku był profesorem w Kopenhaskiej Akademii Sztuk, a w latach 1827-1829 został jej dyrektorem. Uczył takie osobistości jak Wilhelm Bendz i Carl Frederik Sørensen. Eckersberg jest uważany za głównego przedstawiciela malarstwa romantyczno-klasycystycznego tzw. Złotego Wieku Danii (lata 1800-1850 są uważane w Danii za epokę rozkwitu i rozwoju kulturalnego).
Jego grób znajduje się w dzielnicy Kopenhagi Nørrebro.

## Dzieła
- Portrait de Anna Maria Magnani (1814)
- Les Ases autour du corps de Baldr (1817)
- Femme à sa toilet (1837)